# Abrocoma famatina
Abrocoma famatina és una espècie de mamífer rosegador de la família dels abrocòmids. És endèmica de l'Argentina, on viu a la serra de Famatina i, possiblement, a l'est de la província de San Juan. El seu hàbitat natural són les zones rocoses situades dins d'herbassars. És una espècie en risc mínim, és a dir, no sembla que hi hagi cap amenaça significativa per a la seva supervivència.